# Ortheziolacoccus matileferreroae
Ortheziolacoccus matileferreroae är en insektsart som först beskrevs av Ferenc Kozár och Miller 2000.  Ortheziolacoccus matileferreroae ingår i släktet Ortheziolacoccus och familjen vaxsköldlöss. Inga underarter finns listade i Catalogue of Life.